# Užice
Uzice (en serbio: Ужице/Užice) es una ciudad y municipio de Serbia en el distrito de  Zlatibor. Uzice es el centro administrativo del distrito. En 2002, la ciudad tenía 83.022 habitantes y el municipio del que es el centro 102.463.

## Geografía

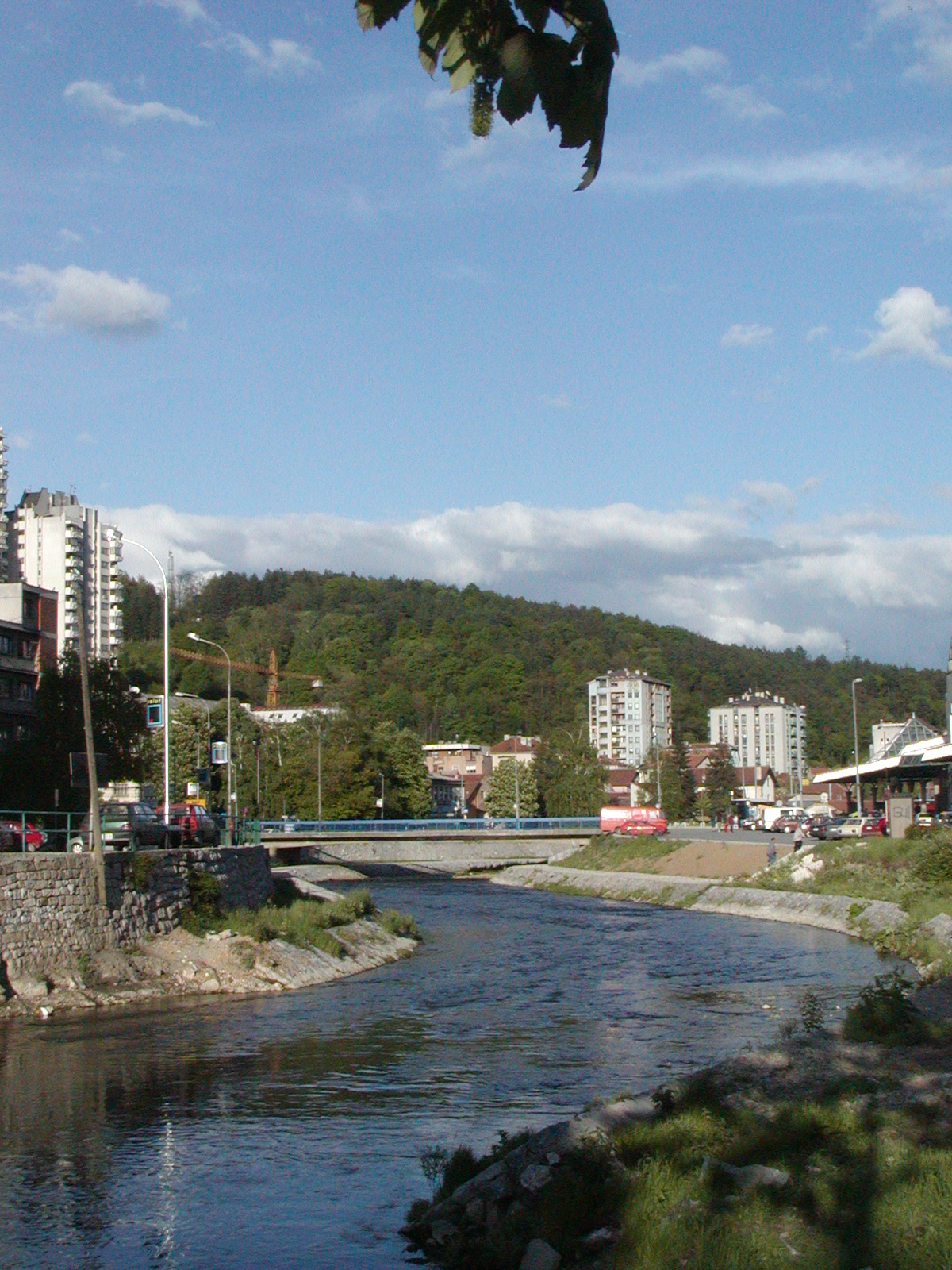
El Đetinja en Uzice.

Uzice se encuentra en el oeste de Serbia, a orillas del río Đetinja, una de las ramas que constituyen el Zapadna Morava. La ciudad se encuentra cerca de las montañas  Tara (1544 m),  Zlatibor  (1496 m) y  Zlatar al oeste, las colinas  Javor  (1519 m) y Golija (1834 m) al sur. Al norte se encuentra el Monte Crnokosa y al este, el monte Krstac. Por su ubicación, Uzice está en la ladera oriental de los Alpes Dináricos.
Además del Đetinja, los ríos más importantes de la región son el Drina, el  Lim y el Uvac.
Uzice se encuentra a 21 km, de Čajetina (al suroeste), a 24 km, de  Požega (al este) y a 31 km, de Bajina Bašta al (noroeste); más al norte se encuentra la ciudad de Kosjerić y, más al este, la de Čačak. Todas estas ciudades son parte de  distrito de  Zlatibordel que Uzice es el centro administrativo, con la excepción de Čačak, que corresponde al distrito administrativo de Moravica.

## Clima
La región de Uzice se caracteriza por un clima de montaña en sus partes más elevadas, y un clima continental moderado en las zonas más bajas.

## Historia

### Antigüedad y Edad Media

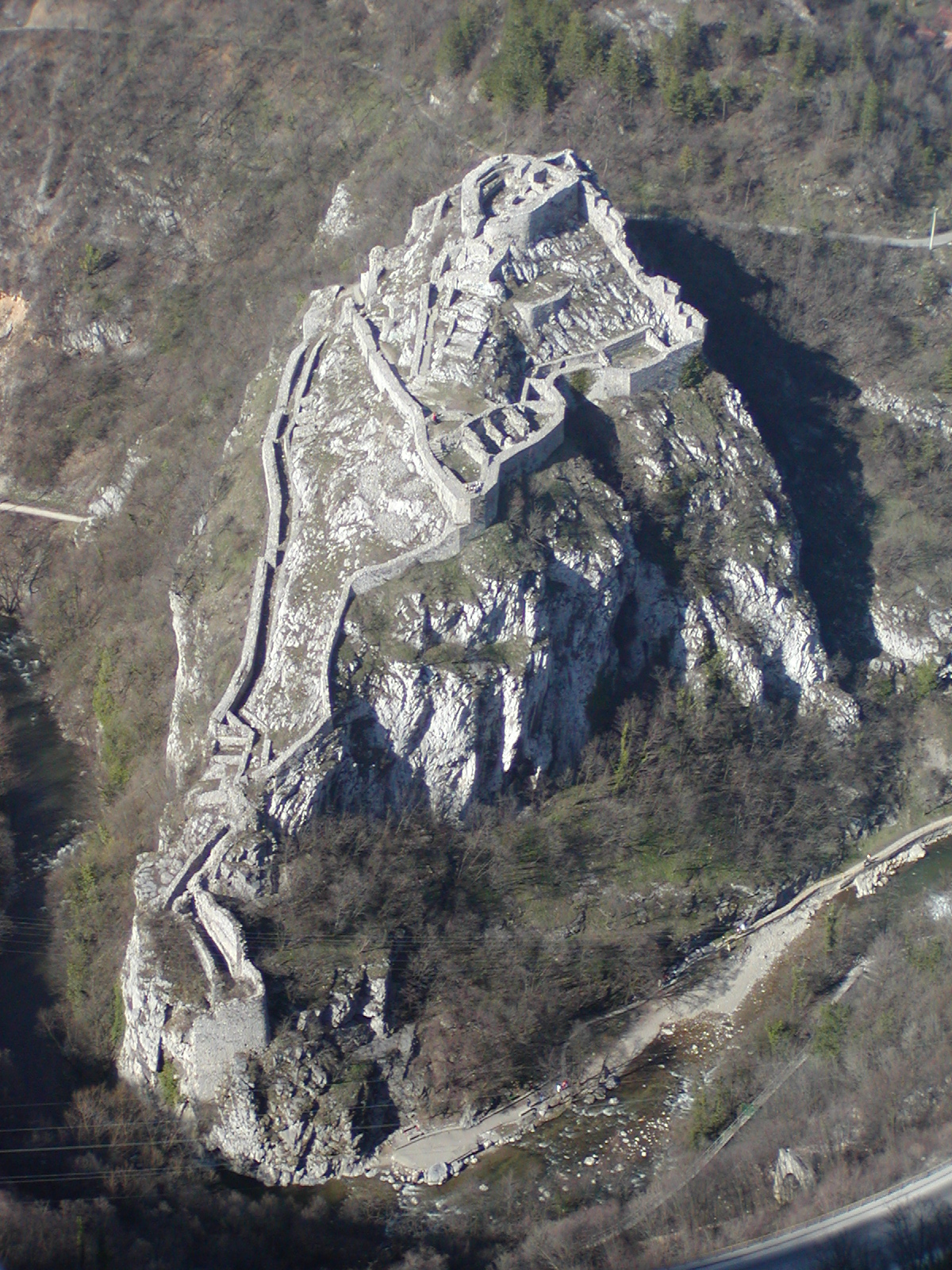
La fortaleza de Stari Grad, dominando Uzice.

Los primeros habitantes de Uzice y sus alrededores fueron ilirios pertenecientes a las tribus de los Parthini y de los autariates; de este período subsisten todavía tumbas y algunos restos. La zona fue anexionada a continuación por el Imperio romano e incorporada a la provincia de Dalmacia, lo que tendría como consecuencia la romanización de los ilirios. Según algunas fuentes, la actual Uzice podría haber sido construida sobre el emplazamiento de la antigua ciudad de Capedunum, una de las capitales de los Escordiscos.
En la Edad Media, la región estuvo habitada por tribus eslovenas, después por serbios de la Serbia Blanca. Hacia 1180, el Gran župan del Principado de Raska, Stefan Nemanja, unió la región a sus tierras; luego formó parte de las posesiones de príncipe Stracimir. En 1282, el rey Stefan V Dragutin abdicó en favor de su hermano Milutin; pero mantuvo para sí la región de Uzice; en 1284, rey de Hungría  Ladislao IV le ofreció la región de Mačva. Dragutin creó entonces un reino al que dio el nombre de Sirmia (Srem); Uzice formó parte de este gran conjunto. A la muerte de Dragutin, su hijo le sucedió durante algún tiempo, pero sus tierras fueron anexionadas pronto a Serbia.
El nombre de Uzice está atestiguado por primera vez en un documento con fecha de 9 de octubre de 1329. Después de la muerte del emperador  Stefan Dušan en 1355, la ciudad quedó bajo el control de Vojislav Vojinović, que fue derrocado por Nikola Altomanović. Luego fue parte de los estados del Príncipe Lazar Hrebeljanović (muerto en 1389).

### Período otomano ysigloXIX
Uzice fue conquistada por los turcos en 1463, y unida al Bajalato de Belgrado, una subdivisión administrativa del Imperio otomano. Permaneció bajo la dominación turca hasta el año 1807, cuando fue liberada durante el primer levantamiento serbio contra los turcos. Durante el siglo XIX, la ciudad experimentó un importante auge económico. En 1900, fue la primera ciudad Serbia en tener una central hidroeléctrica.

### Uzice en elsigloXX

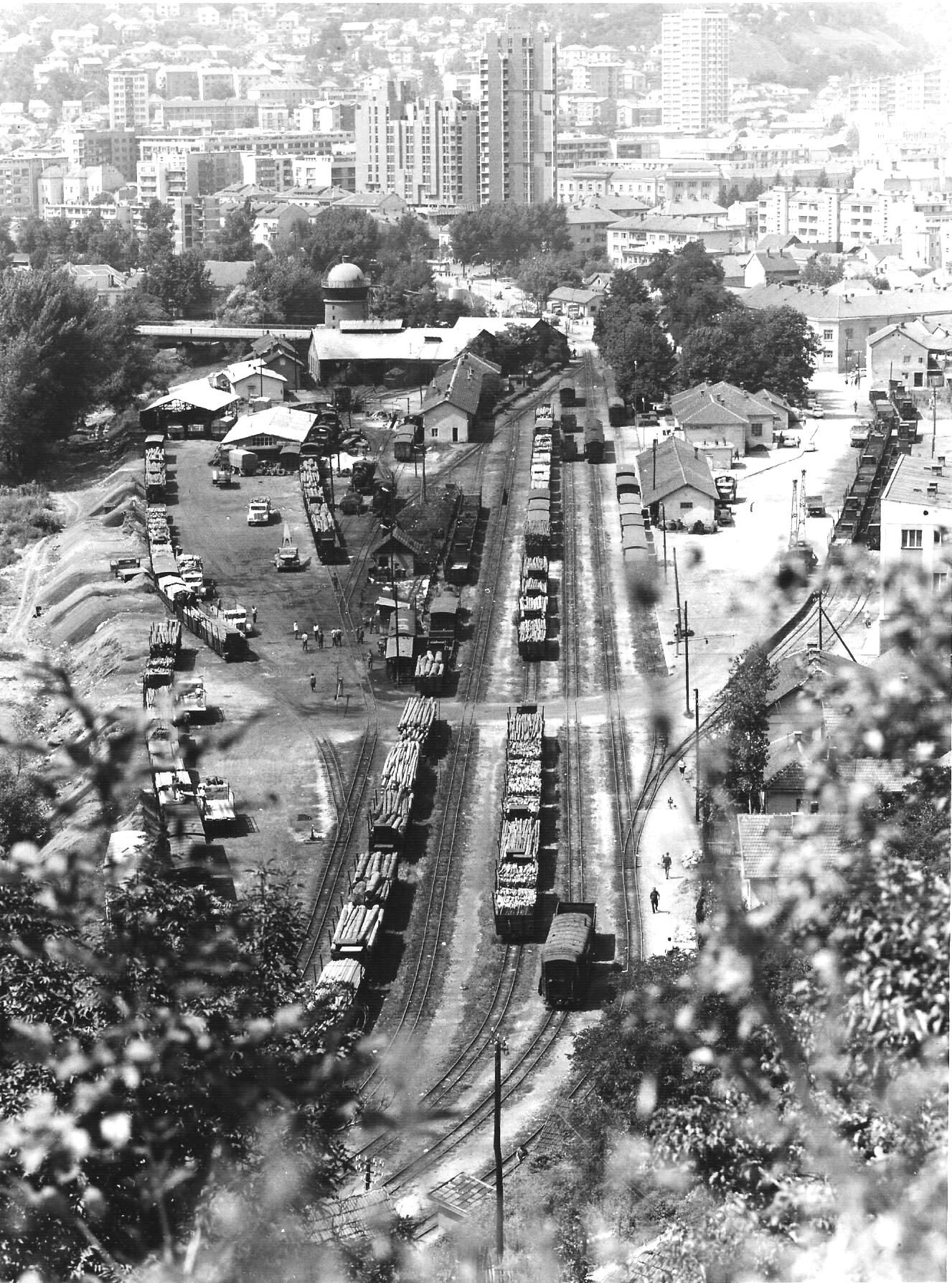
La estación de Titovo Užice en 1970.

En 1941, mientras que una gran parte del Reino de Serbia estaba bajo la dominación nazi, Uzice fue liberada por los  partisanos comunistas, quienes la convirtieron en la capital de la República de Uzice. Este estado duró 67 días, del 24 de septiembre al 29 de noviembre de 1941; estaba delimitada por el Drina en el oeste, el Zapadne Morava al este, el  Skrapež al norte y el Uvac al sur.
La industria de la ciudad fue convertida para adecuarla a fines militares y a la construcción de líneas ferroviarias y carreteras. El presidente de esta República era Dragojlo Dudic, y el vicepresidente, nombrado secretario general, Josip Broz Tito. El gobierno estaba formado por los consejos del pueblo. Los comunistas abrieron escuelas y publicaron una revista llamada Borba , « La Lucha ». En la cúspide de su éxito, lograron establecer un servicio postal y a tener el control de cerca de 145 km de vías férreas. Una fábrica de munición fue instalada en los sótanos del banco de Uzice. Después de la Segunda Guerra Mundial Užice pasó a llamarse, Titovo Užice. La ciudad recibió fondos para desarrollar sus comunicaciones y su infraestructura industrial y se convirtió en una de las mayores ciudades de Yugoslavia. En 1992, después de la caída del régimen comunista, recuperó su antiguo nombre.
En 1999 en las guerras de Yugoslavia, la ciudad sufrió numerosos bombardeos de las fuerzas de la  OTAN.

## Localidades del municipio de Uzice

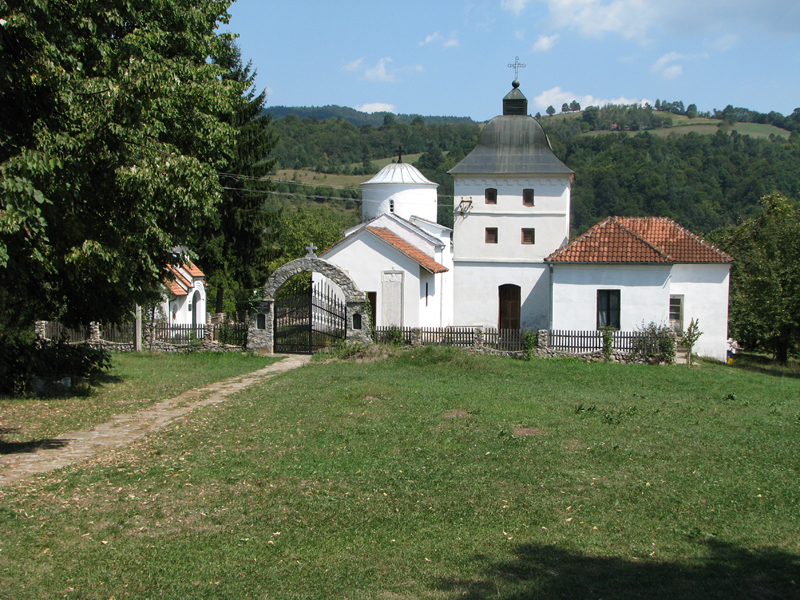
La iglesia blanca de Karan, cerca de Užice.

El municipio de Užice cuenta con 41 localidades:
| - Bioska - Bjelotići - Buar - Vitasi - Volujac - Vrutci - Gorjani - Gostinica - Gubin Do - Dobrodo - Drežnik - Drijetanj - Duboko - Zbojštica | - Zlakusa - Kamenica - Karan - Kačer - Keserovina - Kotroman - Krvavci - Kremna - Kršanje - Lelići - Ljubanje - Mokra Gora - Nikojevići - Panjak | - Pear - Ponikovica - Potočanje - Potpeće - Ravni - Raduša - Ribaševina - Sevojno - Skržuti - Stapari - Strmac - Trnava - Užice |

## Cultura

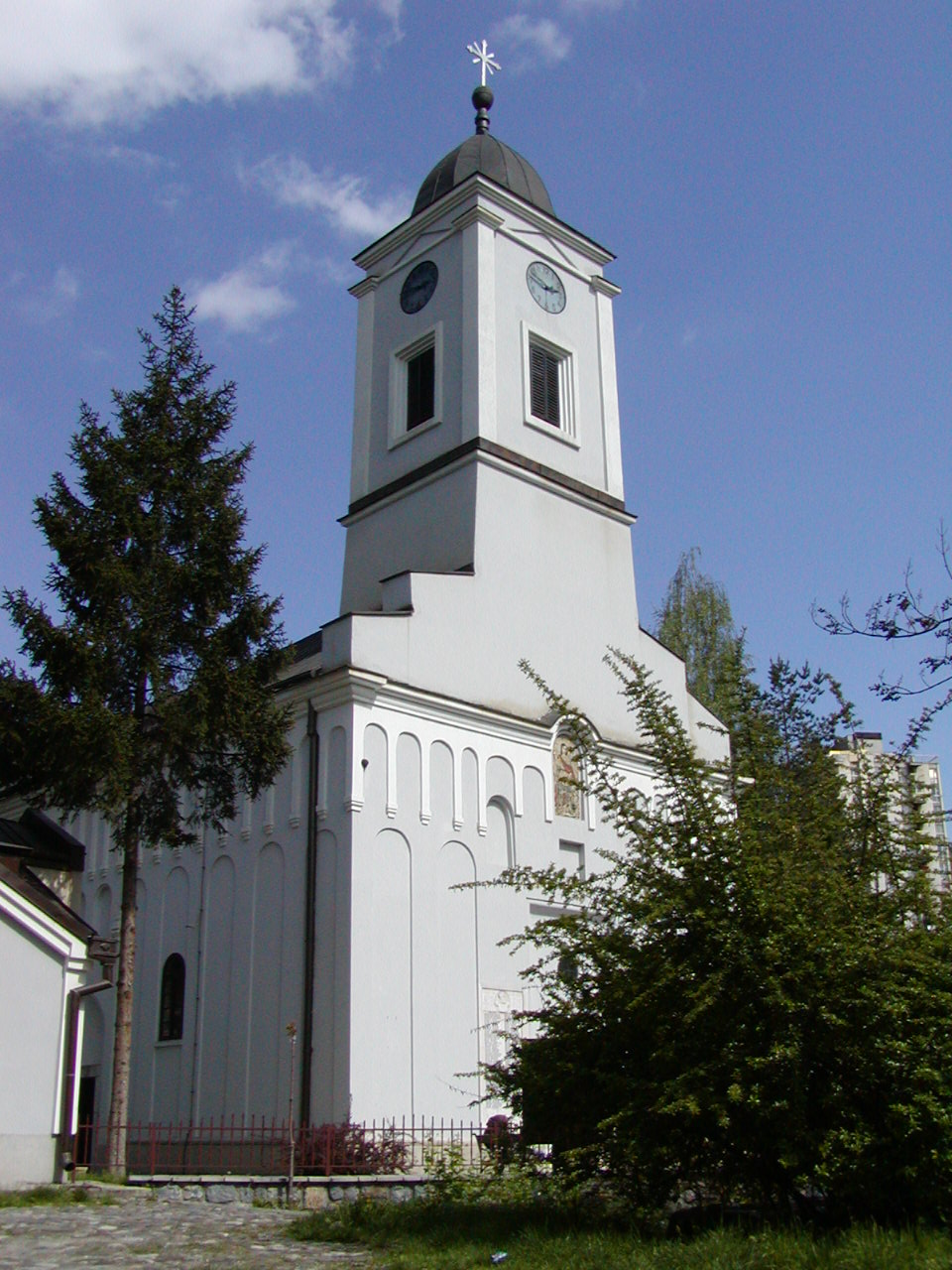
La catedral de San Jorge.

El Museo Nacional de Uzice, situado en la plaza central de la ciudad, fue creado en 1947;  presenta colecciones históricas y posee casi 70000 obras  musicológicas; también alberga pinturas del pintor Mihailo Milovanović. Desde 1990, la ciudad también tiene un Galería Municipal, que tiene colecciones de arte moderno y contemporáneo yugoslavo. Entre otras instituciones culturales, podemos nombrar al Teatro Nacional, que fue creado en 1945 así como los archivos históricos de Uzice. El Liceo de Užice, creado en 1838, es una de las más antiguas instituciones educativas en Serbia.

## Música y Folklore
La música y la tradición popular de la región de Uzice son conocidas a nivel internacional, en particular a través de la danza tradicional llamada  Užičko la kolo, de Uzice. Una conocida canción popular, que lleva el nombre de Oj Užice era cantada durante la  ocupación otomana de la ciudad. Según la tradición, cuando Serbia se independizó, las mujeres turcas, obligadas a partir, recorrieron el barrio de Terazije, en el centro histórico de la ciudad, cantando la canción en honor de la ciudad que tanto amaron.

### Arquitectura
Uzice conserva las ruinas de una fortaleza que data del siglo XIV; está construida en una colina que domina el Đetinja y la ciudad actual. La  Iglesia de San Marcos se menciona por primera vez en el siglo XVIII; tiene un campanario de madera y guarda un icono, probablemente pintado en 1851 por Dimitrije Posniković. La  La catedral de San Jorge, construida entre 1842 y 1844, fue decorada con pinturas e iconos desde 1851 a 1856, estas pinturas fueron hechas por Dimitrije Posniković y Milija Markovic. Entre otros edificios de la ciudad, podemos citar el edificio de la Municipalidad de Uzice, el Liceo de Uzice, y en especial la Casa Jokanovic, construida en el siglo XIX.

## Transporte
Uzice se encuentra en la carretera Europea E 761.
La ciudad tiene un aeropuerto, llamado  Uzice-Ponikve  - códigos: UZC - LYUZ), también conocido como Aeropuerto Lepa Glava, en la actualidad está en reconstrucción y se reabrió al tráfico civil durante el verano de 2008. Se encuentra a 12 km al noroeste de Uzice.

## Personalidades
- Jevrem Obrenović, hermano del príncipe Miloš Obrenović.
- Milutin Uskoković, escritor de Uzice; es uno de los creadores de la novela moderna en Serbia.
- Ljubomir Simovic, poeta.
- Nikola Ljubičić, fue un militar y político serbio que recibió la distinción de héroe nacional.
- Nemanja Vidić futbolista.
- Ljubomir Ljubojević, jugador de ajedrez

### Enlaces
- Página web oficial de la Ciudad de Uzice
- Información turística
- vista de satélite Uzice
- Uzice
- Wikimedia Commons alberga una categoría multimedia sobre Užice.

- Datos: Q59473
- Multimedia: Užice / Q59473